# 브라이언 체이스

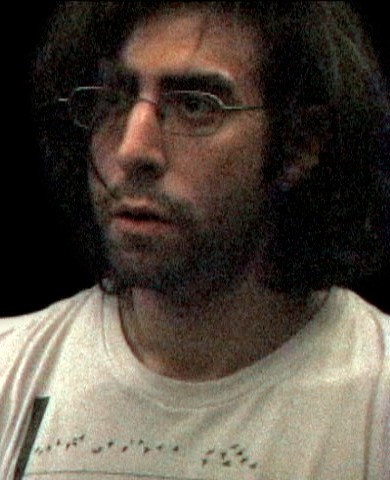

브라이언 체이스(Brian Chase, 1978년 12월 2일 ~ )는 뉴욕 출신의 록 밴드 예 예 예스의 드러머이다. 또한 The Seconds라는 록 밴드에서도 드러머를 맡았다.